# Karl Ludwig von Haller
Karl Ludwig von Haller (Berna, 1º agosto 1768 – Soletta, 8 dicembre 1854) è stato uno scrittore e politico svizzero.

## Tesi
La sua opera maggiore, La Restaurazione della Scienza politica, rappresenta un originale contributo intellettuale all'elaborazione controrivoluzionaria, in cui l'autore legge le istituzioni tradizionali entro un quadro teorico che riconduce il diritto pubblico al diritto privato. L'argomento cruciale è che i re sarebbero i legittimi proprietari dei beni pubblici: "la sovranità dei monarchi medievali, concetto ben diverso dalla sovranità statuale, non deriva da alcun contratto sociale o delega dal basso, ma è semplicemente lo sviluppo logico di facoltà patriarcali e proprietarie". L'opera contiene anche una giustificazione della schiavitù.
In un altro suo scritto, egli denuncia l'influsso della massoneria in Svizzera. All'epoca ebbe grande fama pure un lavoro del 1821 (Lettre à sa famille, pour lui déclarer son retour à l'Eglise catholique, apostolique et romaine, pubblicato a Ginevra) con cui rendeva pubblica la sua conversione al cattolicesimo e ne spiegava le ragioni.
In Italia le sue idee esercitarono una considerevole influenza sui circoli controrivoluzionari di Torino dell'età della Restaurazione e anche sulle idee del giovane Antonio Rosmini.

## Pubblicazioni
in tedesco
- Restauration der Staats-Wissenschaft oder Theorie des natürlich-geselligen Zustands der Chimäre des künstlich-bürgerlichen entgegengesezt
- Freymaurerey und ihr Einfluss auf die Schweiz, Schaffhausen 1840

in italiano
- Frammassoneria e sua influenza sulla Svizzera, Luzern 1847
- La Restaurazione della Scienza politica, a cura di Mario Sancipriano, tre volumi, Torino, Utet, 1963-1981